# Haplostylus tenuicaudus
Haplostylus tenuicaudus är en kräftdjursart som beskrevs av Hanamura 1998. Haplostylus tenuicaudus ingår i släktet Haplostylus och familjen Mysidae. Inga underarter finns listade i Catalogue of Life.